# Dienhauser Weiher
Der Dienhauser Weiher ist ein künstlich angelegtes Stillgewässer bei Dienhausen im oberbayerischen Landkreis Landsberg am Lech.

## Lage
Der 4,4 Hektar große Teich liegt an der Romantischen Straße, auf halber Strecke zwischen dem namensstiftenden Dienhausen und dem drei Kilometer südlichen Schwabsoien auf einer Höhe von 750 m ü. NN.

## Geschichte
Bereits zur Bronzezeit war die Gegend intensiv besiedelt und zu römischen Zeiten führte der wichtige Handelsweg Via Claudia vorbei. Wenn die Lechauen jahreszeitlich bedingt zu sumpfig waren, wurden die nacheiszeitlichen Trockentäler als Wege bevorzugt. Die fruchtbaren Täler blieben auch in der Zeit der Völkerwanderung und zu karolingischer Zeit weiter landwirtschaftlich genutzt, wie eine Vielzahl von Funden belegen.
Zu einem nicht genau überlieferten Zeitpunkt wurde der namenlose Waldbach, der den Dienhauser Weiher speist aufgestaut. Das gänzliche Fehlen eines Weiherhauses deutet darauf hin, dass dies nicht primär aus fischwirtschaftlichen, sondern aus eher aus wasserwirtschaftlichen Gründen geschah. Mit einem für die damalige Zeit immensen Aufwand wurde ein 150 m langer und an der Sohle über zehn Meter breiter Staudamm auf über zwei Meter Stauhöhe aufgeschüttet. Dieser bewahrte die tieferliegenden Siedlungen vor Hochwasser bei den in der Gegend häufigen Starkregenereignissen und sicherte gleichermaßen zu Trockenzeiten die landwirtschaftlichen Erträge.
Im bayerischen Urkataster von 1808 ist der Weiher mit einer Fläche von fast fünf Hektar erfasst und das Stauwerk deutlich ersichtlich.
Im August 2013 kam es zu einem Todesfall in dem Gewässer. Der Badegast ertrank aber nicht etwa, sondern verstarb in der Sommerhitze eines natürlichen Todes im Wasser. 
Ebenfalls 2013 trat dort mehrfach ein Spanner und Wäschefetischist in Erscheinung, der den weiblichen Badegästen als Wäschedieb zusetzte.

## Heute
Der aus dem Weiher nach Norden hin im Weihertal ausfließende Bach heißt Schönach und versickert etwa 1,3 km unterhalb des Weihers und noch oberhalb von Dienhausen auf einer Höhe von etwa 734 m ü. NHN wieder; das Weihertal ist ein weiter abwärts dann trockenes Tal, das von links nahe Denklingen zum Lech läuft. Diese kurze Schönach steht hydrologisch in keinem Zusammenhang mit der anderen, längeren Schönach, deren Quellen nur drei Kilometer südlich des Weihers liegen und die bei Hohenfurch von links und weiter aufwärts dem Lech zumündet.
Der südliche Teil des Weihers, die Stauwurzel, ist teilverlandet, wodurch sich seine Fläche etwas verkleinert hat. 2011 wurde die Dammkrone saniert und der Weiher wasserwirtschaftlich ertüchtigt. 
Das dicht bewachsene Westufer dient blickgeschützt sowohl FKK- wie auch textilen erholungssuchenden Badegästen, Anglern und auch Wandergesellschaften gleichermaßen als Rast- und Ruheplatz. 
Sanitäre Einrichtungen oder einen Kiosk gibt es dort nicht; die Parkmöglichkeiten sind stark begrenzt und unbefestigt. Gepflegt und bewirtschaftet wird er von einem örtlichen Anglerverein.

## Fauna und Flora
Der südliche Teil des Weihers ist mit großflächigen Seerosenteppichen bewachsen. Neben den Fischbesatz mit Karpfen, Hechten, Schleien, Forellen, Barschen, Welsen und Aalen bietet er auch Brut- und Laichgelegenheiten für vielfältige Vogel- und Amphibienarten. In den umliegenden Gehölzen finden seltene Fledermausarten Unterschlupf, für die die Insekten an dem Gewässer eine bedeutende Nahrungsquelle darstellen.